# Assuristan

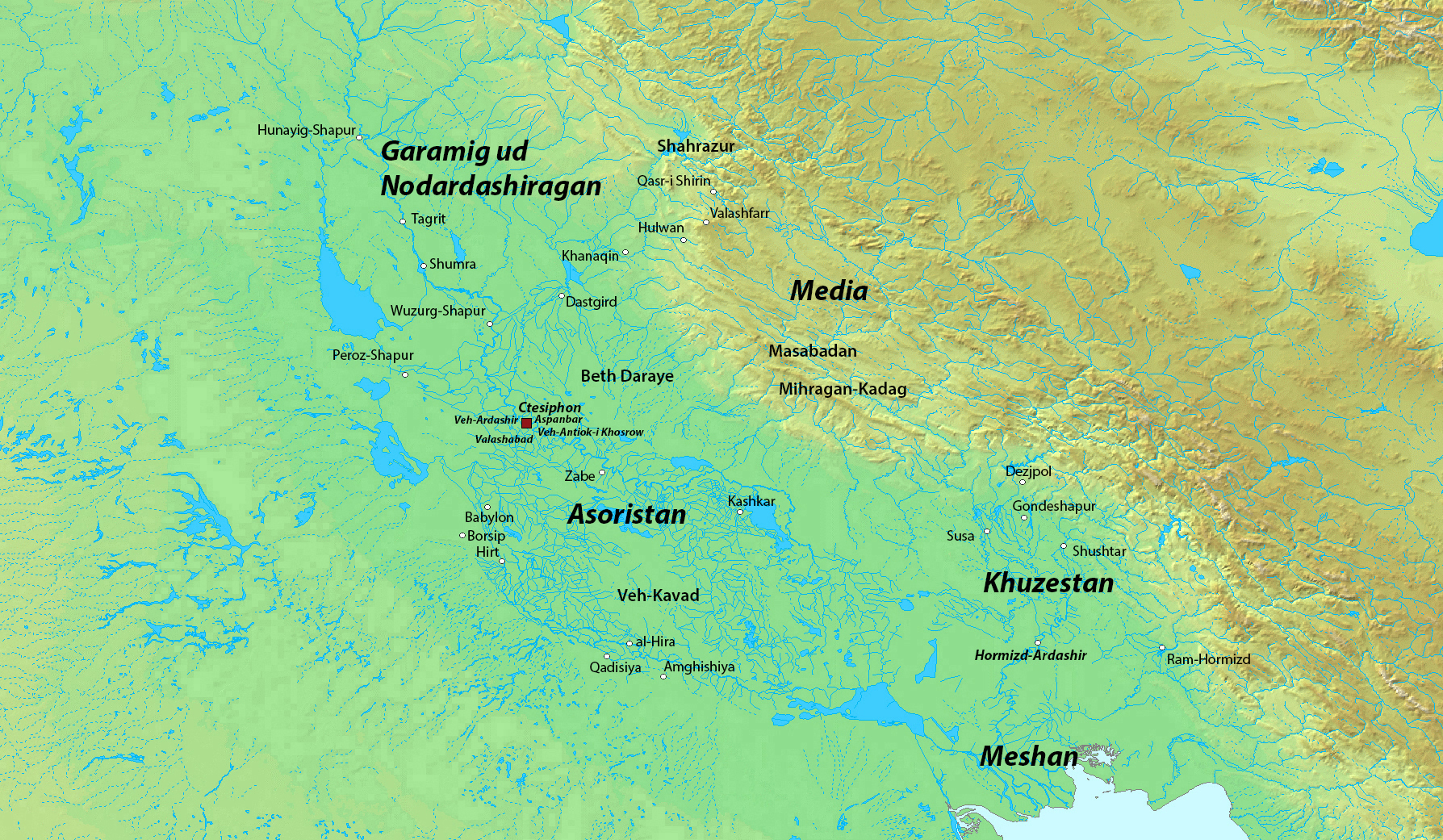
Le Sud-Ouest de l'Empire sassanide.

L'Assuristan (persan moyen: 𐭠𐭮𐭥𐭥𐭮𐭲𐭭 Asōrestān, Āsūrestān) était le nom des provinces sassanides de Mésopotamie de 226 à 637.

## Le nom Assuristan
Le nom parthe Asōristān (𐭀𐭎𐭅𐭓𐭎𐭕𐭍; également orthographié Asoristan, Asuristan, Asurestan, Assuristan) est connu grâce à l'inscription de Chapour Ier sur la Kaaba de Zoroastre et à celle de Narseh à Paikuli. L’adjectif āsōrīg en persan moyen signifie «assyrien» . La région portait plusieurs autres noms : Assyrie, Assyrie achéménide (Athura). Après le milieu du VIe siècle, il s'appelait également Khvārvarān en persan.
Le nom Asōristān est un composé d'Asōr (« Assyrie ») et du suffixe iranien -istān (« terre de »). Le nom Assyrie, sous la forme Asōristān, incluait l'ancienne Babylonie pour les Parthes, et cela a continué sous les Sassanides. Le pays historique d'Assyrie (Athura) se situe au nord de l'Assuristan babylonien, dans la province frontalière indépendante d'Osroene.

## Histoire
Au cours des empires achéménide (550-330 avant J.-C.) et parthe (150 avant notre ère - 225 après J.-C.), cette région était connue sous le vieux nom persan Athura. La ville de Ctésiphon servit de capitale aux empires parthe et sassanide et fut pendant un certain temps la plus grande ville du monde. La langue principale parlée par le peuple assyrien était l'araméen oriental. La langue syriaque locale est devenue un vecteur important du christianisme syriaque. L'église de l'Orient est née dans la région de Ctésiphon.
Les Parthes n’exerçaient que peu de contrôle, permettant à des royaumes assyriens de langue syriaque de s’épanouir dans la Haute Mésopotamie, en Osroène indépendante, ainsi qu’aux districts de l’Adiabène et de l’État partiellement assyrien de Hatra. L'empire sassanide a conquis l'Assyrie et la Mésopotamie des Parthes au cours des années 220. La ville d'Assur, vieille de 3 000 ans, a été saccagée en 256. Certaines régions semblent être restées en partie autonomes pendant la dernière partie du quatrième siècle, avec un roi assyrien nommé Sinharib, qui aurait dirigé une partie de l’Assyrie dans les années 370.
Entre 633 et 638, la région fut envahie par les Arabes lors de la conquête musulmane de la Perse ; elle est devenue la province d'al-Irāq, mettant fin à plus de 3000 ans d’Assyrie en tant qu’entité géopolitique. Un siècle plus tard, la capitale du califat abbasside, Bagdad, fut fondée dans la région, qui devint le centre de l'âge d'or islamique pendant cinq cents ans, du VIIIe au XIIIe siècle.
Après la conquête musulmane, l'Assuristan vit un afflux progressif mais important de peuples musulmans; d'abord les Arabes, et plus tard également les peuples iranien et turc.
Les peuples assyriens, population majoritaire du nord jusqu'au XIVe siècle, résistèrent à l'assimilation jusqu'aux destructions et massacres de Tamerlan. Après cette période, les Assyriens sont devenus une minorité ethnique, linguistique et religieuse dans leur pays d'origine.

## Sources
- (en) Cet article est partiellement ou en totalité issu de l’article de Wikipédia en anglais intitulé « Asōristān » (voir la liste des auteurs).